# Classe K (sous-marin britannique)
Pour les articles homonymes, voir Classe K.
La classe K est une classe de sous-marins de la Royal Navy propulsée par turbines à vapeur et conçue en 1913.
Les 18 unités furent construites sur les chantiers Armstrong Whitworth à Newcastle upon Tyne, William Beardmore and Company à Glasgow, Vickers à Barrow-in-Furness, à Devonport, Portsmouth et Fairfield's de Glasgow.
Ayant eu beaucoup de déboires et incidents, elle eut le surnom de classe Kalamity. Seules 18 unités furent réalisées sur les 28 initialement prévues. Une version améliorée fut commandée en 1917 (K22 à K28). La fin de la Première Guerre mondiale ne permit que l’achèvement du K26.

## Conception
Cette classe de nouveaux sous-marins devait avoir une vitesse de navigation en surface suffisante pour suivre la flotte et intervenir en contournant la flotte ennemie durant l'attaque. Toutes les flottes de guerre du monde tentaient de suivre tant bien que mal la relance de la course aux armements navals imposée par les Britanniques avec leur tout nouveau cuirassé HMS Dreadnought équipé des révolutionnaires turbines Parsons lui permettant de filer à plus de 21 nœuds.
À l'époque de la conception, la technologie des sous-marins était encore mal maîtrisée et la série précédente de gros sous-marins, la classe J, avec des unités à peine moins grosses à propulsion diesel-électrique, n'avait donné que 19 nœuds aux essais malgré une installation à trois ensembles moteurs et hélices. Seules des turbines à vapeur pouvaient atteindre une vitesse similaire aux navires de surface.
Les Britanniques étaient bien conscients des difficultés d'installer des générateurs de vapeur (chaudières) et des turbines dans la coque exiguë d'un sous-marin (l'Amiral Fisher qualifia cette conception d'erreur la plus fatale qu'on puisse commettre, et ce dès le stade de la planche à dessin). L'un des points les plus épineux concernait les admissions d'air et surtout les cheminées qu'il fallait escamoter dans la coque épaisse résistant à la pression, moyennant un système aussi complexe que cauchemardesque de commandes et de vérins hydrauliques. Les trappes et écoutilles nécessaires étaient autant de sources potentielles de voies d'eau fatales.
Elle fut conçue sur le modèle des HMS Nautilus de 1912 et du HMS Swordfish de 1916. Ces sous-marins expérimentaux respectivement diesel et à vapeur n'avaient pas donné satisfaction aux essais et c'est l'échec de la classe J qui entraîna la résurrection du concept de sous-marin à vapeur, approuvé par le commodore Roger Keyes, responsable des sous-marins, et les amiraux Jellicoe et Beatty.
La maniabilité de ces bâtiments posait de redoutables problèmes tant horizontalement (leur rayon de giration était celui d'un croiseur de bataille, deux fois plus long) que verticalement (leur grande longueur faisait qu'avec un angle de pointe négative de seulement 30° la proue atteignait la limite d'immersion de 50 mètres... alors que la poupe était encore en surface). En l'absence de servocommandes suffisamment puissantes, les corrections de trajectoire et d'assiette étaient lentes, créant un gros risque de collision lors d'évolutions en escadre avec des bâtiments de surface.
Les opérations de plongée étaient aussi lentes que complexes (il fallait éteindre les feux des chaudières, escamoter les cheminées et les manches à air, condamner leurs écoutilles, régler finement l'assiette avec les ballasts, embrayer les moteurs électriques et évacuer l'équipage du pont). Il fallait en général 30 minutes pour une prise de plongée et le record pour une plongée d'extrême urgence fut de cinq minutes, à comparer avec une quinzaine de secondes pour les U-boote allemands de la Seconde Guerre mondiale.
Les essais révélèrent d'autres problèmes : faiblesse des cloisons étanches internes (qui ne tenaient pas à une pression correspondant à une immersion de 20 mètres), températures suffocantes dans les compartiments des chaudières (fonctionnant au mazout), qui imposèrent d'agrandir les manches à air de ventilation (et donc les ouvertures dans la coque).
Le fonctionnement des tubes lance-torpilles orientables s'avéra défectueux. À la vitesse de pointe de 24 nœuds l'étrave tendait à enfourner sous les vagues et il fallut la redessiner complètement avec un disgracieux bulbe surélevé appelé swan bow (étrave de cygne), et malgré cela, avec le franc-bord relativement faible, des paquets de mer arrivaient à entrer dans les cheminées par gros temps, perturbant gravement le fonctionnement des chaudières.
Sans surprise le moral des équipages (tous volontaires) plongea lui aussi dès les premiers accidents des sous-marins de la classe K, diversement surnommés classe Katastrophe, classe Kalamité ou classe Killer (tueur). Les matelots plaisantaient en disant qu'ils avaient adhéré à un « club du suicide ».

## Service
Le K13 coula le 19 janvier 1917 (défaut de fermeture des admissions d'air des chaudières) il fut renfloué, modifié et reprit du service sous l'appellation K22 trois mois plus tard.
Le K1 entra en collision avec le K4 au large du Danemark le 18 novembre 1917 et son équipage dut l'achever en le sabordant pour éviter la capture par les Allemands.
Le 31 janvier 1918, les manœuvres navales nocturnes par temps bouché dans le Firth of Forth tournèrent à la catastrophe lorsque le croiseur HMS Fearless, qui naviguait en tête d'une colonne de sous-marins, éperonna et coula accidentellement le K17 (heureusement évacué à temps par le plus gros de son équipage). Cet accident sema la confusion et déclencha une série d'abordages quand les sous-marins qui suivaient le K17 tentèrent des manœuvres d'évitement plus ou moins bien inspirées : le K6 coupa pratiquement en deux le K4 éperonné par le K7 (tous deux coulèrent corps et biens). Pendant ce temps le K22 (ex K13 renfloué) entra en collision avec le K14 (les deux navires restant à flot de justesse). Au total deux sous marins et 105 hommes d'équipage furent perdus tandis que trois autres étaient gravement avariés. Avec un humour (noir) très britannique, cette succession de catastrophes passa à la postérité sous le nom de Bataille de l'île de May.
Le K5 disparut lors d'exercices de combat dans le Golfe de Gascogne en 1921. Quelques débris furent repêchés et l'enquête conclut à un dépassement de la profondeur limite, sans plus de précisions.
Le K15 coula alors qu'il était amarré à une bouée en rade de Portsmouth en juin 1921. Le fluide hydraulique servant à manœuvrer les écoutilles étanches s'était dilaté avec la chaleur diurne et le fonctionnement des chaudières. Avec la mise bas les feux pour la nuit et la fraîcheur nocturne, la contraction du fluide hydraulique entrouvrit les écoutilles et déclencha une multitude de voies d'eau. Le capitaine et l'équipage réagirent suffisamment vite pour évacuer le navire qui fut renfloué en août de la même année. Il fut finalement démoli en 1925.
Le K12 et le K16 passèrent de longues heures au fond du Gare Loch en Écosse sans pouvoir remonter à la suite d'avaries diverses, mais les équipages purent heureusement être évacués.
Le K3 devint incontrôlable et atteignit la profondeur de 81 m (largement au-delà de sa limite théorique d'écrasement) en s'échouant au fond du Pentland Firth. Son équipage réussit à en reprendre le contrôle et à faire surface en étant quitte pour la peur.
le K4 s'était précédemment échoué en 1917 devant Walney Island, près de Barrow-in-Furness, et resta sur un banc de sable jusqu'à la grande marée suivante.
Le K26, largement modifié, resta en service jusqu'en 1931 et fut alors démantelé en vertu du traité naval de Washington, tandis que d'autres navires de la classe K, alors en chantier ou en projet, étaient soit annulés soit convertis en sous-marins diesel sous l'appellation de classe River.
La seule action guerrière d'un sous marin de la classe K fut un tir de torpille sur un sous-marin allemand qui fut touché en plein milieu... mais pas coulé pour autant à cause d'une torpille défectueuse.

## Les sous-marins de classe K
- 1re série : HMS K1 à HMS K17.
- 2e série (amélioration) : HMS K18 à HMS K28 (seul le 26 fut terminé).

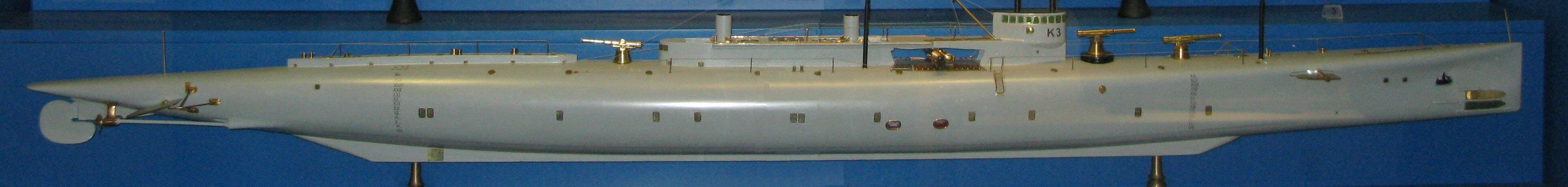
Maquette du Classe K.